# Доможирова
Доможирова — деревня в Белозерском районе Курганской области. Входит в состав Белозерский сельсовет.

## История
До 1917 года входила в состав Белозерской волости Курганского уезда Тобольской губернии. По данным на 1926 год состояла из 199 хозяйств. В административном отношении являлась центром Доможировского сельсовета Белозерского района Курганского округа Уральской области.

## Население
| 1912 | 1926 | 1989 | 2002 | 2010 |
| ---- | ---- | ---- | ---- | ---- |
| 712  | ↗858 | ↘271 | ↘220 | ↘122 |

По данным переписи 1926 года в деревне проживало 858 человек (378 мужчин и 480 женщины), в том числе: русские составляли 99 % населения.